# Papilio neyi
Papilio neyi är en fjärilsart som beskrevs av Friedrich Wilhelm Niepelt 1909. Papilio neyi ingår i släktet Papilio och familjen riddarfjärilar. Inga underarter finns listade i Catalogue of Life.

## Bildgalleri

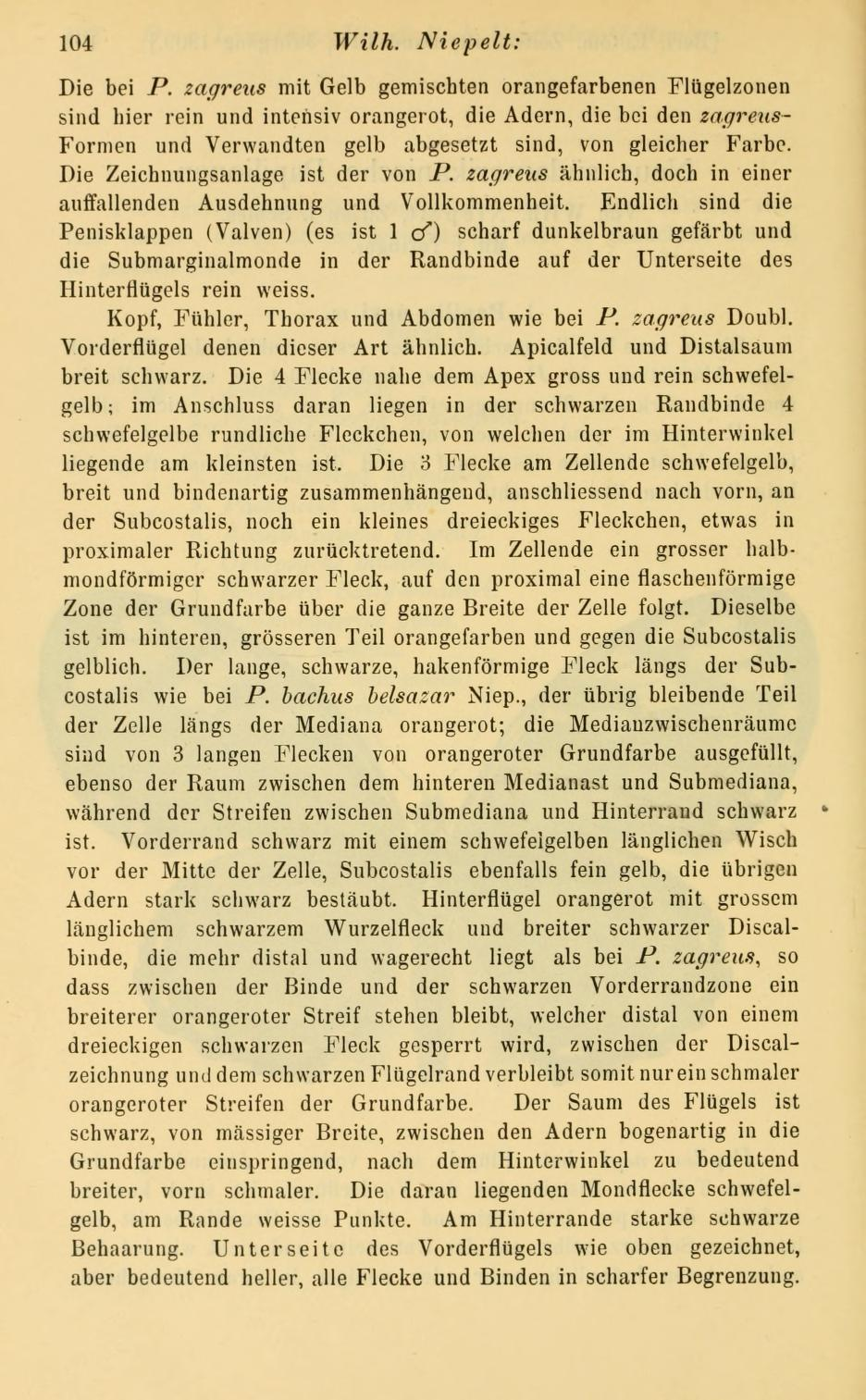
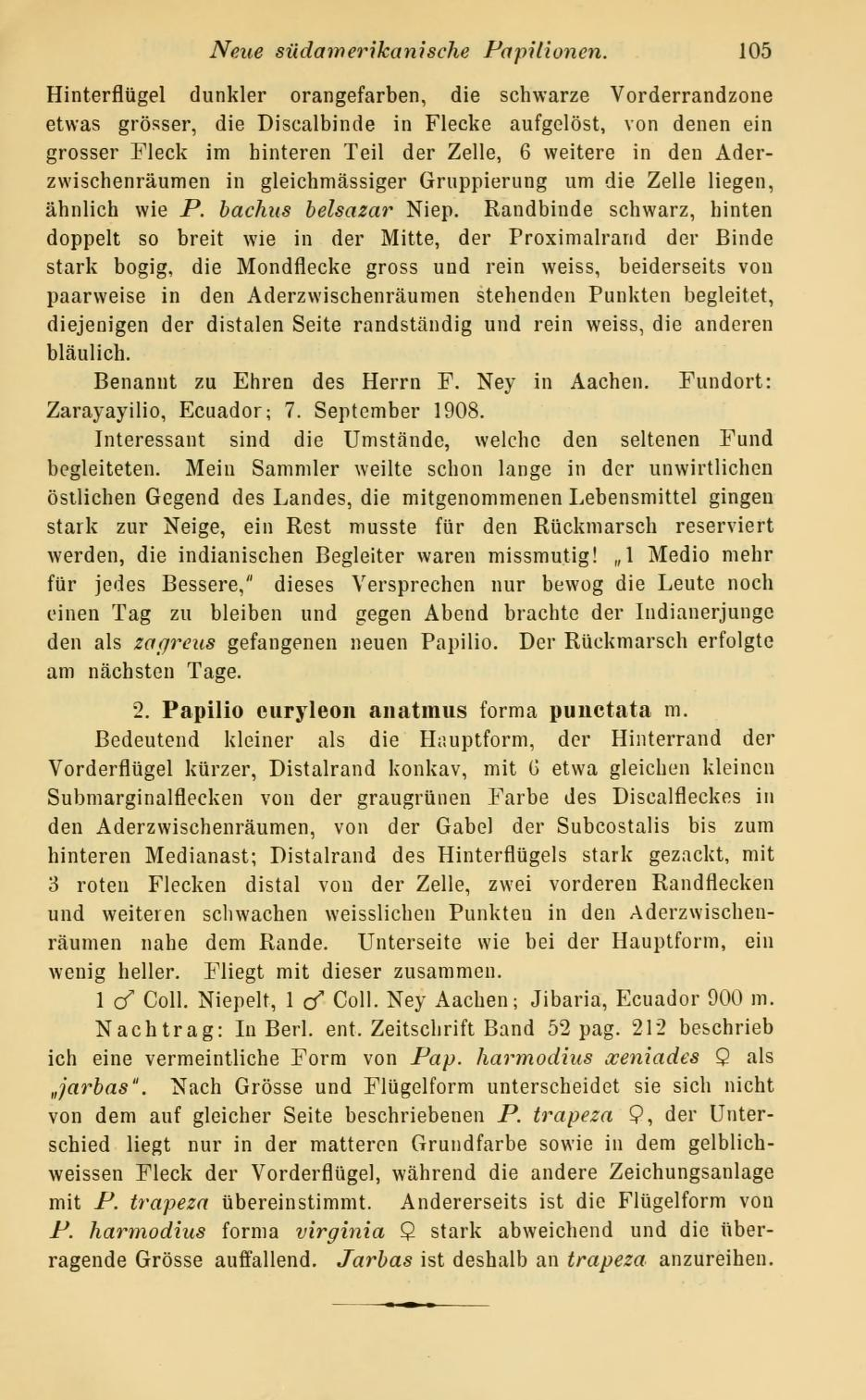